# Адела Меркулеску
Адела Меркулеску (21 грудня 1938, Аюд) — румунська актриса театру і кіно. Почесна громадянка Бухареста.

## Біографія
У 1959 році, після закінчення Бухарестського інституту театрального і кінематографічного мистецтва (нині Національний університет театру і кіно «І. Л. Караджале»), залишилася там працювати викладачем.
На даний час — актриса Національного театру в Бухаресті. За творчу кар'єру зіграла низку ролей у п'єсах румунських і зарубіжних авторів (Софокла та Евріпіда, Гете, Т. Вільямса, Чехова, Д. Замфіреску, К. Петреску, Б. Слейда, К. Асімакопулоса, Д. Кілті, А. Міллера та інших).
Знімається у кіно з 1965 року.

## Вибрана фільмографія
- 1965 — Свята кохання / Les Fêtes galantes
- 1967 — Сім хлопчиків і маленька дівчинка
- 1968—1969 — Битва за Рим — Аспа
- 1980 — Янку Жіану-податківець
- 1981 — Алло, бабуся прилітає! / Alo, aterizează străbunica! - Джульєта Іонеску
- 1983 — Операція «Зузук» / Acţiunea «Zuzuc» — Лоліта
- 1984 — Галакс / Galax, omul păpuşă — мати
- 1999 — Ворог мого ворога / Diplomatic Siege

Член-засновник Грецького союзу Румунії, почесний член культурного фонду «Лучіан Блаґа».

## Нагороди
- Орден за заслуги в культурі (Ordinul Meritul Cultural, Румунія, 2004)
- Почесна громадянка Бухареста (2001).